# Катино (село, Скопинский район)
Катино — село в Скопинском районе Рязанской области.

## Транспорт
На западе села расположена одноимённая железнодорожная платформа Московской железной дороги участка Ожерелье — Павелец.

## История
Род рязанских дворян Катиных владел на Рязанщине несколькими селениями и большими земельными угодьями. Им же принадлежала и д. Катино.
Со времени построения в селе церкви в честь Святой Троицы, оно получило второе название — Троицкое.

## Население
| 1859 | 1897  | 1906  | 2010 |
| ---- | ----- | ----- | ---- |
| 2896 | ↗4378 | ↗5380 | ↘407 |

## Троицкая церковь
Село Катино находится по правую сторону от дороги Скопин — Горлово. В прошлом это село принадлежало приходу села Становое. Именно тогда и была построена церковь во имя Святой Троицы, где позже был устроен придел святого Николая. Тогда же село получает своё первое название — Троицкое. Впервые Троицкая церковь была упомянута в официальных документах в 1710 году. Согласно этим данным, церковь имела «10 четвертей земли» и «свиных покосов на 60 копен». Также в ведении храма находилось 6 солдатских, 50 крестьянских и 5 нищих дворов — всего 65, включая дворы церковного притча.
К 1837 году Троицкая церковь сильно обветшала и нуждалась в ремонте. Тогда было принято решение заменить крышу и отреставрировать стены храма. Уже к 1844 году старый иконостас был заменен на новый резной, а внутренние стены украсила новая стенная живопись. Тем не менее ремонт храма не был доведен до конца, о чём свидетельствуют записи церковного причта 1868 года, где сказано: «храм в прочности не благонадежною». После долгих обсуждений было решено сломать старую церковь и на её месте построить новый каменный храм. В 1868 году началось строительство храма, который существует и поныне.
С 1937 года церковь не является действующей и находится в плачевном состоянии.
Штат
- 1873 год — 1 священник и 1 псаломщик.

Численность прихода
- 1873 год — 424 двора

Священники Троицкого храма:
- Филипп, служил в 1710 и в 1734 годах.
- Феодотий Филиппович — 1749 г.
- Иоанна Афанасьев — 1790 г.
- Онисим Семенов — 1797—1802 гг.
- Марк Семенов — 1802—1818 гг.
- Филипп Прокофьев Соловьев — 1818—1830 гг.
- Андрей Прокофьев Виноградов — 1830—1833 гг.

## Знаменитые люди
- Полетаев Фёдор Андрианович — Герой Советского Союза, участник итальянского движения Сопротивления, гвардии рядовой[7].